# Limonia rantaiensis
Limonia rantaiensis är en tvåvingeart som beskrevs av Alexander 1929. Limonia rantaiensis ingår i släktet Limonia och familjen småharkrankar.
Artens utbredningsområde är Taiwan. Inga underarter finns listade i Catalogue of Life.